# Allodontichthys tamazulae
Allodontichthys tamazulae és una espècie de peix de la família dels goodèids i de l'ordre dels ciprinodontiformes.

## Hàbitat
És un peix d'aigua dolça, de clima tropical i demersal.

## Distribució geogràfica
Es troba a la conca del riu Tuxpan (Jalisco, Mèxic).

## Observacions
És inofensiu per als humans.